# Her Temporary Husband
Her Temporary Husband er en amerikansk stumfilm fra 1923 af John McDermott.

## Medvirkende
- Owen Moore som Thomas Burton
- Syd Chaplin som Judd
- Sylvia Breamer som Blanche Ingram
- Tully Marshall som John Ingram
- Charles K. Gerrard som Clarence Topping
- George Cooper som Conrad Jasper
- Charles Reisner som Hector
- John Patrick som Larry
- Craig Biddle Jr.